# Alison Sydor
Alison Jane Sydor (Edmonton, 9 settembre 1966) è una ciclista su strada, ciclocrossista e mountain biker canadese, specialista della cross country. Ha vinto la medaglia d'argento olimpica nel cross country nel 1996 ad Atlanta, quattro titoli mondiali (nel 1994 a Vail, nel 1995 a Kirchzarten, nel 1996 a Cairns e il titolo della staffetta a squadre nel 2002 a Kaprun) e tre edizioni della Coppa del mondo. È stata anche medaglia di bronzo mondiale su strada nel 1991.

## Carriera
Iniziò a praticare il ciclismo all'età di 20 anni e in seguito si laureò alla Victoria University.

## Palmarès

### Strada
- 1987

Cascade Classic
- 1990

Campionati canadesi, Prova in linea
7ª tappa Tour de l'Aude
- 1991

Campionati canadesi, Prova in linea
2ª tappa Tour de l'Aude
1ª tappa GP Hull
3ª tappa GP Hull
Classifica generale GP Hull
10ª tappa Tour de la CEE
- 1992

Hel van het Mergelland
6ª tappa International Challenge
5ª tappa Tour de la CEE féminin
7ª tappa Tour de la CEE féminin
- 1993

Campionati canadesi, Prova in linea
4ª tappa Ronde van West-Noorwegen
- 1994

Campionati canadesi, Prova in linea
3ª tappa Redlands Bicycle Classic
- 1996

3ª tappa Redlands Bicycle Classic
7ª tappa Tour de l'Aude
- 1998

1ª tappa Redlands Bicycle Classic

### Cross
- 2009-2010

Campionati canadesi
Ciclocross di Edmonton

### MTB
- 1991

8ª prova Coppa del mondo, Cross country (Château-d'Œx)
- 1992

1ª prova Coppa del mondo, Cross country (Houffalize)
4ª prova Coppa del mondo, Cross country (Klosters)
- 1994

Campionati del mondo, Cross country (Vail)
2ª prova Coppa del mondo, Cross country (Isola d'Elba)
10ª prova Coppa del mondo, Cross country (Silverstar)
- 1995

Campionati del mondo, Cross country (Kirchzarten)
9ª prova Coppa del mondo, Cross country (Plymouth)
- 1996

Campionati del mondo, Cross country (Cairns)
1ª prova Coppa del mondo, Cross country (Lisbona)
2ª prova Coppa del mondo, Cross country (Houffalize)
3ª prova Coppa del mondo, Cross country (Sankt Wendel)
5ª prova Coppa del mondo, Cross country (Bromont)
6ª prova Coppa del mondo, Cross country (Mont-Sainte-Anne)
7ª prova Coppa del mondo, Cross country (Mount Snow)
Classifica finale Coppa del mondo, Cross country
- 1998

1ª prova Coppa del mondo, Cross country (Napa Valley)
6ª prova Coppa del mondo, Cross country (Canmore)
Classifica finale Coppa del mondo, Cross country
- 1999

2ª prova Coppa del mondo, Cross country (Sydney)
6ª prova Coppa del mondo, Cross country (Big Bear)
Classifica finale Coppa del mondo, Cross country
- 2000

2ª prova Coppa del mondo, Cross country (Mazatlán)
- 2002

Campionati del mondo, Team relay
- 2005

8ª prova Coppa del mondo, Marathon (Fréjus)

## Piazzamenti

### Competizioni mondiali
- Coppa del mondo di mountain bike

1991 - Cross country: ?
1992 - Cross country: ?
1993 - Cross country: 3º
1994 - Cross country: 3º
1995 - Cross country: 2º
1996 - Cross country: vincitrice
1997 - Cross country: 2º
1998 - Cross country: vincitrice
1999 - Cross country: vincitrice
2000 - Cross country: 3º
2001 - Cross country: 8º
2002 - Cross country: 5º
2003 - Cross country: 7º
2004 - Cross country: 5º
2005 - Marathon: 8º
- Campionati del mondo di mountain bike

Barga 1991 - Cross country: 5º
Bromont 1992 - Cross country: 2º
Métabief 1993 - Cross country: 4º
Vail 1994 - Cross country: vincitrice
Kirchzarten 1995 - Cross country: vincitrice
Cairns 1996 - Cross country: vincitrice
Château-d'Œx 1997 - Cross country: 4º
Mont-Sainte-Anne 1998 - Cross country: 3º
Åre 1999 - Cross country: 2º
Sierra Nevada 2000 - Cross country: 2º
Vail 2001 - Cross country: 2º
Kaprun 2002 - Cross country: 4º
Kaprun 2002 - Team relay: vincitrice
Lugano 2003 - Cross country: 2º
Les Gets 2004 - Cross country: 3º
Livigno 2005 - Cross country: 6º
Rotorua 2006 - Cross country: 9º
- Campionati del mondo di ciclismo su strada

Chambéry 1989 - In linea: 45º
Stoccarda 1991 - In linea: 3º
Oslo 1993 - In linea: 30º
Valkenburg 1998 - In linea: 13º
Verona 1999 - In linea: 19º
Madrid 2005 - In linea: 31º
- Giochi olimpici

Barcellona 1992 - In linea: 12º
Atlanta 1996 - Cross country: 2º
Sidney 2000 - Cross country: 5º
Atene 2004 - Cross country: 4º